# 伊達邦教
伊達 邦教（だて くにのり、1841年（天保12年） - 1869年（明治2年））は、幕末の仙台藩一門第五席・登米伊達家第13代当主。

## 生涯
天保12年（1841年）、登米伊達家第12代当主・伊達邦寧の子として生まれる。幼名は藤三郎。のち元服の際に伊達慶邦から偏諱を賜り、邦教と名乗る。
天保14年（1843年）3月、父邦寧の死去により家督を相続し登米邑主となる。安政4年（1857年）登米伊達家に仕える医師羽生玄栄（凌雲）を京に遣わし情勢を探らせた。慶応4年（1868年）戊辰戦争の際に、御霊櫃口の先鋒を務めた。戊辰戦争の敗戦で仙台藩が減封を受け、長年治めた登米領を没収された。
明治2年（1869年）5月2日、死去。享年29。跡目を嫡男の基寧（もとやす、｢基｣の字は慶邦の子・伊達宗基から偏諱を賜ったもの）が継いだ。